# Baeosemus dentifer
Baeosemus dentifer är en stekelart som beskrevs av Gokhman 1994. Baeosemus dentifer ingår i släktet Baeosemus och familjen brokparasitsteklar. Arten är reproducerande i Sverige. Inga underarter finns listade.